# Audrey Tang
Audrey Tang (chiń. 唐鳳; pinyin : Táng Fèng ; ur. 18 kwietnia 1981) – tajwańska polityk, była hakerka i programistka wolnego oprogramowania, która pełniła funkcję pierwszej minister ds. cyfrowych Tajwanu od sierpnia 2022 r. do maja 2024 r.
Jest pierwszą osobą transpłciową w tajwańskim najwyższym organie wykonawczym. 
W trakcie pandemii COVID-19 współtworzyła system analizy dostępnych zasobów ochronnych w czasie rzeczywistym.
Jest zwolenniczką transparentności działań polityków i otwartego dyskursu z obywatelami w kwestiach wprowadzanych ustaw.
W październiku 2024 r. Tang została mianowany jednym z dziesięciu nowych ambasadorów — specjalnych przedstawicieli.